# Philadelphia Spartans 1967
Questa pagina raccoglie i dati riguardanti il Philadelphia Spartans nelle competizioni ufficiali della stagione 1967.

## Stagione
Gli Spartans ottennero il secondo posto della Eastern Division della NPSL, non riuscendo così a qualificarsi per la finale della competizione, poi vinta dagli Oakland Clippers.
Da agosto Rubén Navarro, giocatore in rosa, subentrò come allenatore a John Szep.
Orlando Garro fu il capocannoniere della squadra con 12 reti.

## Organigramma societario
Area direttiva
- Presidente: Art Rooney

Area tecnica
- Allenatore: János Szép, Rubén Navarro[1]

## Rosa[2]
| N. |                        | Ruolo | Calciatore       |
| -- | ---------------------- | ----- | ---------------- |
| 1  | Italia (bandiera)      | P     | Franco Altieri   |
| 1  | Austria (bandiera)     | P     | Gernot Fraydl    |
| 2  | Stati Uniti (bandiera) | D     | Ivan Borodiak    |
| 3  | Argentina (bandiera)   | D     | Oscar Ferreyra   |
| 4  | Inghilterra (bandiera) | D     | John Best        |
| 5  | Argentina (bandiera)   | C     | Rubén Navarro    |
| 6  | Argentina (bandiera)   | C     | Alberto Diego    |
| 7  | Uruguay (bandiera)     | A     | Jorge García     |
| 8  | Argentina (bandiera)   | A     | Orlando Garro    |
| 9  | Inghilterra (bandiera) | A     | Peter Short      |
| 10 | Stati Uniti (bandiera) | A     | Walter Chyzowych |
| 11 | Inghilterra (bandiera) | A     | Phillip Tinney   |
| 12 | Stati Uniti (bandiera) | C     | Charles Horvath  |

| N. |                             | Ruolo | Calciatore        |
| -- | --------------------------- | ----- | ----------------- |
| 12 | Argentina (bandiera)        | C     | Héctor Zerrillo   |
| 13 | Stati Uniti (bandiera)      | A     | Dietrich Albrecht |
| 14 | Stati Uniti (bandiera)      | C     | Walter Kazdoba    |
| 15 | Stati Uniti (bandiera)      | D     | Andy Cziotka      |
| 15 | Inghilterra (bandiera)      | C     | Roy Turner        |
| 16 | Stati Uniti (bandiera)      | C     | Andrew Mate       |
| 16 | Ungheria (bandiera)         | A     | Tibor Szalay      |
| 17 | Ungheria (bandiera)         | C     | László Kaszás     |
| 18 | Ungheria (bandiera)         | D     | János Kuszmann    |
| 19 | Spagna (bandiera)           | C     | José María Vidal  |
| 20 | Colombia (bandiera)         | P     | Ernesto Lopera    |
|    | Argentina (bandiera)        | C     | Ricardo Pegnotti  |
|    | Irlanda del Nord (bandiera) | ?     | Noel Lemon        |